# Play Dead
"Play Dead" är en låt av den isländska sångerskan Björk, skriven tillsammans med David Arnold och Jah Wobble och utgiven på singel den 11 oktober 1993. Singeln tillhör albumet Debut, men finns inte med på dess originalutgåva eftersom låten skrevs i efterhand för filmen The Young Americans. Låten, som är baserad på filmens huvudkaraktär, fann Björk intressant att skriva då karaktären i filmen hade genomgått svåra tider medan Björk själv vid tillfället var på sitt gladaste humör.
Som albumets tredje singel hade "Play Dead" listframgångar i en rad nya länder, bland annat har den uppnått plats 12 på brittiska singellistan, 7 på svenska singellistan, 10 på norska singellistan samt 11 på nederländska singellistan. "Play Dead" återfinns även på samlingsskivan Greatest Hits (2002).
Musikvideon till låten regisserades av den brittiska videoproducenten Danny Cannon och är inspelad i en bar.

## Låtlistor och format
Brittisk CD1

(859 893-2; Utgiven oktober 1993)
1. "Play Dead" (Tim Simenon 7" Remix) – 3:57
2. "Play Dead" (Tim Simenon Orchestral Mix) – 4:01
3. "Play Dead" (Tim Simenon 12" Remix) – 5:26
4. "End Titles/Play Dead" (Original Film Mix) – 3:52

Brittisk CD2

(CID 573; Utgiven 1993)
1. "Play Dead" (Tim Simenon 7" Remix) – 3:57
2. "Play Dead" (Tim Simenon Orchestral Mix) – 4:01
3. "Play Dead" (Tim Simenon 12" Remix) – 5:26
4. "Play Dead" (Tim Simenon Instrumental) – 3:57
5. "End Titles/Play Dead" (Original Film Mix) – 3:52

Brittisk 12"-vinyl

(12 IS 573; Utgiven 1993)
Sida A
1. "Play Dead" (Tim Simenon 12" Remix) – 5:26
2. "Play Dead" (Tim Simenon Orchestral Mix) – 4:01

Sida B
1. "Play Dead" (Tim Simenon 7" Remix) – 4:00
2. "Play Dead" (Tim Simenon Instrumental) – 3:57

Brittisk 12"-vinyl promo

(12 IS 573 DJ; Utgiven 1993)
Sida A
1. "Play Dead" (Tim Simenon 12" Remix) – 5:26
2. "Play Dead" (Tim Simenon Orchestral Mix) – 4:01

Sida B
1. "Play Dead" (Tim Simenon 7" Remix) – 4:00
2. "Play Dead" (Tim Simenon Instrumental) – 3:57

Brittisk 7"-vinyl

(IS 573; Utgiven 1993)
Sida A
1. "Play Dead" (Tim Simenon 7" Remix) – 4:00

Sida B
1. "Play Dead" (Tim Simenon Orchestral Mix) – 4:01

Europeisk CD

(859 892-2; Utgiven 1993)
1. "Play Dead" (Tim Simenon 7" Remix) – 3:57
2. "Play Dead" (Tim Simenon Orchestral Mix) – 4:01

Japansk CD

(POCP 1385; Utgiven 20 december 1993)
1. "Play Dead" (Tim Simenon 7" Remix) – 3:57
2. "Play Dead" (Tim Simenon Orchestral Mix) – 4:01
3. "Play Dead" (Tim Simenon 12" Remix) – 5:26
4. "End Titles/Play Dead" (Original Film Mix) – 3:52

## Coverversioner
Den finländska rockgruppen The Rasmus har spelat in en cover på låten som finns med som b-sida på singeln "Madness" (2001).